# Озакі Нонока
Нонока Озакі (23 березня 2003 , Токіо ) — японська борчиня вільного стилю, бронзова призерка Олімпійських ігор 2024 року, чемпіонка світу, бронзова призерка чемпіонату світу, чемпіонка Азії.
Була визнана Об'єднаним світом боротьби найкращою борчинею з жіночої боротьби 2022 року.

## Спортивні результати на міжнародних змаганнях

### Виступи на Олімпіадах
| Змагання                    | Збірна | Вагова категорія          | Місце  |
| --------------------------- | ------ | ------------------------- | ------ |
| Літні Олімпійські ігри 2024 | Японія | жіноча боротьба, до 68 кг | Бронза |

### Виступи на Чемпіонатах світу
| Змагання                        | Збірна | Вагова категорія          | Місце  |
| ------------------------------- | ------ | ------------------------- | ------ |
| Чемпіонат світу з боротьби 2021 | Японія | жіноча боротьба, до 62 кг | Бронза |
| Чемпіонат світу з боротьби 2022 | Японія | жіноча боротьба, до 62 кг | Золото |
| Чемпіонат світу з боротьби 2023 | Японія | жіноча боротьба, до 65 кг | Золото |

### Виступи на Чемпіонатах Азії
| Змагання                       | Збірна | Вагова категорія          | Місце  |
| ------------------------------ | ------ | ------------------------- | ------ |
| Чемпіонат Азії з боротьби 2022 | Японія | жіноча боротьба, до 62 кг | Золото |
| Чемпіонат Азії з боротьби 2023 | Японія | жіноча боротьба, до 62 кг | Бронза |
| Чемпіонат Азії з боротьби 2024 | Японія | жіноча боротьба, до 68 кг | Золото |

### Виступи на Азійських іграх
| Змагання           | Збірна | Вагова категорія          | Місце  |
| ------------------ | ------ | ------------------------- | ------ |
| Азійські ігри 2022 | Японія | жіноча боротьба, до 62 кг | Золото |

### Виступи на інших змаганнях
| Змагання                                   | Збірна | Вагова категорія          | Місце  |
| ------------------------------------------ | ------ | ------------------------- | ------ |
| Чемпіонат Японії з боротьби 2020           | Японія | жіноча боротьба, до 62 кг | Золото |
| Відкритий чемпіонат Японії з боротьби 2021 | Японія | жіноча боротьба, до 62 кг | Золото |
| Чемпіонат Японії з боротьби 2024           | Японія | жіноча боротьба, до 68 кг | Золото |

### Виступи на змаганнях молодших вікових груп
| Змагання                                      | Збірна | Вагова категорія          | Місце  |
| --------------------------------------------- | ------ | ------------------------- | ------ |
| Чемпіонат Азії з боротьби серед кадетів 2018  | Японія | жіноча боротьба, до 57 кг | Золото |
| Чемпіонат світу з боротьби серед кадетів 2018 | Японія | жіноча боротьба, до 57 кг | Золото |
| Літні юнацькі Олімпійські ігри 2018           | Японія | жіноча боротьба, до 57 кг | Золото |
| Чемпіонат світу з боротьби серед кадетів 2019 | Японія | жіноча боротьба, до 61 кг | Золото |
| Чемпіонат світу з боротьби серед юніорів 2022 | Японія | жіноча боротьба, до 62 кг | Золото |
| Чемпіонат світу з боротьби серед молоді 2022  | Японія | жіноча боротьба, до 62 кг | Золото |